# Peribatodes syrilibanoni
Peribatodes syrilibanoni är en fjärilsart som beskrevs av Eugen Wehrli 1931. Peribatodes syrilibanoni ingår i släktet Peribatodes och familjen mätare. Inga underarter finns listade i Catalogue of Life.